# Pilspets
Pilspets eller pilhuvud kallas spetsen (bladet) hos pilprojektiler och pilfigurer (exempelvis: →). För den senare anger spetsens riktning på pilskaftet pilens riktning, vartill en pil kan ha en eller flera spetsar (exempelvis: ↔).

## Pilspetsar
- bredbladig pilspets
- gaffeleggad pilspets
- pansarbrytande pilspets
- tväreggad pilspets

### Bladformer
- lansettformad pilspets
- hjärtformad pilspets
- mandelformad pilspets
- rombformad pilspets
- trekantig pilspets